# نسمة (ليبيا)
نسمة هي مستوطنة في شعبية مزدة السابقة في ليبيا. تقع القرية عند 31° 23 'شمالاً، 13° 17' شرقًا. تُعرف القبيلة التي تسكن المنطقة باسم "أولاد أبو سيف.